# Caiera
Caiera est une extraterrestre appartenant à l'Univers Marvel de la maison d'édition Marvel Comics. Créé par le scénariste Greg Pak et le dessinateur Carlo Pagulayan, le personnage de fiction apparaît pour la première fois dans le comic book Incredible Hulk vol.3 #92 en avril 2006.

## Biographie du personnage
Caiera est originaire de la planète Sakaar. À l'âge de treize ans, elle est enlevée par le Roi Rouge. Plus tard, elle obtient le poste de lieutenant dans la garde impériale.
Elle devient l'alliée de Hulk, puis son épouse, avec qui elle a deux fils : Skaar et Hiro-Kala.

## Pouvoirs et capacités
Caiera peut puiser dans les énergies de la planète Sakaar pour accroître sa force physique, sa résistance et son endurance. C'est une experte au combat et une ingénieuse tacticienne.

## Version alternative
Un numéro spécial de What if? a examiné ce qui serait arrivé si Caiera avait survécu à l'explosion au lieu de Hulk. Irritée par la perte de son mari, Caiera prend l'ensemble des énergies de sa planète en elle-même, ce qui accroît considérablement sa puissance. Elle se dirige ensuite vers la Terre pour venger sa mort, jusqu'à ce qu'elle rencontre Hulk qui parvint à la calmer et lui faire revenir à la raison.